# بعت حياتي (فلم)
بعت حياتي فيلم دراما وإثارة مصري تركي للمخرج التركي محمد أصلان (1931 - 1987)، قصة وسيناريو وحوار عبد الحي أديب وبطولة فريد شوقي وكاميليا وليلى مجدي ومحمود نظمي وأكرم بورا وعادل شوكت. تدور الأحداث حول مدير أحد البنوك الذي يعيش حياة مستقيمة ولكنه يسقط تحت تأثير حسناء تؤدي به إلى الانهيار.
صدر الفيلم في أول فبراير 1973.
منح موقع قاعدة بيانات الأفلام العربية «سينما.كوم» درجة 4.3/ 10.

## طاقم التمثيل
فريد شوقي - كاميليا - ليلى مجدي - محمود نظمي - أكرم بورا - عادل شوكت - صلاح سيعاوي - جمال حمدي - سونا كسكين - ليلى منصور - محمد الصاوي - سيمرا سار - آيتاش أرمان.

## أحداث الفيلم
يعمل فريد (فريد شوقي) في إدارة بنك كبير، وهو رجل نشيط ويعتمد عليه الجميع وأيضا مشغول جداً دائماً، ويكلفه البنك بحمل الأموال من وإلى البنك لأمانته والثقة الكبيرة فيه، ويعيش فريد مع زوجته أمينة وطفلين حياة سعيدة لا ينقصها شيء. يعمل رضوان، ابن خالة أمينة، في نفس البنك الذي يعمل به فريد، ويقوم باختلاس مبلغاً من المال يسدده عنه فريد ولكنه يطالب بفصل رضوان الذي كان قد تقدم لخطبة أمينة قديماً. تطلب أمينة من فريد مساعدة رضوان وإعادة للعمل، ويرفض فريد ذلك. يحضر فريد حفلة ساهرة بينما تبقى أمينة ساهرة بجوار ابنها المصاب بالحمى. يلتقي فريد بالفنانة كاميليا في الحفل ويساعدها عندما تعطلت سيارتها في طريق العودة. تحدث لقاءات بين فريد وكاميليا وتتوطد العلاقة بينهما، وتقوم كاميليا بدعوة فريد وأمينة لسهرة تعارف حيث تقدم لهم شقيقها ممدوح الشاب الوسيم. تحاول كاميليا التقرب لزوجة فريد كما تحاول تغيير حياتها وطريقة ملابسها وشعرها مما يغضب فريد. يزداد العداء بين فريد ورضوان حتى أن فريد يقوم بطرد رضوان من بيته حين يحضر لزيارتهم. تتوسط كاميليا ليحصل رضوان على عمل، وتستغل هذه الفرصة لتوقع الشك بين فريد وأمينة حتى تصل الأمور إلى العراك بين الرجلين بالأيدي. يعود رضوان إلى الاستيلاء على أموال من مكان عمله الجديد، ويزج به في السجن. تقوم كاميليا وممدوح بمؤامرة ليبدو فيها فريد وقد قتل في حادث، وفقدت شنطة أموال من سيارته، ويقنعه ممدوح بالهرب من البلاد بجواز سفر مزيف، بينما يظن الجميع بموته في سبيل الحفاظ على أموال البنك من اللصوص. تبدأ كاميليا وممدوح في صفقات مشبوهة مع إجبار فريد على مشاركتهم، وفي إحدى الصفقات يقبض على فريد ويزج به في السجن. تمر 15 سنة ويجلس ابن فريد الصغير طارق في مكان والده في البنك، وتحتال عليه أيضاً كاميليا بمساعدة ممدوح. يتم الإفراج عن فريد ويرفض الظهور في حياة أسرته مرة ثانية، ولكنه يعود للانتقام عندما يعلم بما يحدث بين ابنه طارق وكاميليا، وفي مشاجرة مع ممدوح يقوم بقتله، ثم يواجه كاميليا مع طارق ويقوم بقتلها لإنقاذ أسرته.

## استقبال الفيلم
قدم الناقد محمود قاسم التفسير لوجود مثل هذا الفيلم، حيث كتب على موقع الشروق في 19 أبريل 2019: «هناك مرحلة تائهة في السينما المصرية تعود في الغالب إلى الفترة التي هاجر فيها السينمائيون المصريون إلى سوريا ولبنان، فصنعوا سينما بديلة، وامتد النشاط بالنسبة للبعض إلى تركيا، حيث استعان منتجو السينما التركية ببعض النجوم المصريين لضمان توزيع الفيلم التركي، وكان فريد شوقى هو أشهر، وأكثر من عملوا في بطولات الأفلام... والغريب أن هذه الأفلام لم تلقَ أي نجاح في مصر رغم الدعاية التي رافقت عرضها... الفيلم من إخراج محمد أصلان والممثلون أغلب أسمائهم على الأفيش لهم أسماء عربية مثل ليلى منصور وكاميليا وسناء شاهين وجمال حمدي وعادل شوكت، وكما نلاحظ في النسخة العربية فإن كل الأسماء في كل المجالات الفنية، خاصة التمثيل لها منطوق مصري بما يؤكد أنها أسماء مستعارة باعتبار أن الأسماء التركية غالبا ما تكون غريبة على المنطوق العربي، ولحسن الحظ فان النسخة التركية للفيلم متوفرة لعمل المقارنة».
كتب موقع أخبارك: «تعد تجربة فريد شوقى في تركيا هي الأهم والأكبر في تاريخ العلاقة بين السينما المصرية والتركية، وقد ذاعت شهرة فريد شوقى وتجاوزت حدود مصر والوطن العربى ووصلت إلى تركيا فترة الستينيات، لم تكن تركيا تصدر إلى العالم العربى أعمالها الدرامية في هذه الفترة كما يحدث الآن، بل كانت متابعة لسينما هوليوود الشرق، مصر، واستغلت السينما التركية فترة الكساد الفني التي طالت السينما المصرية بعد هزيمة 1967 وأراد بعض المنتجين الأتراك نشر الأفلام التركية خارج حدود تركيا، ولم يكن ذلك ممكنا إلا بالاستعانة بنجوم السينما المصرية كما كانت تفعل السينما اللبنانية والسورية وقتذاك لترويج أفلامها داخل وخارج حدودها، وحاول أحد المنتجين الأتراك ويُدعى مستر سمر الخروج بالأفلام التركية إلى أسواق العالم العربى، وعرض على فريد شوقى العمل في تركيا»، ويواصل الموقع قائلاً: «سافر فريد إلى تركيا تجاوبا مع هذا العرض الذي قُدم إليه حيث قام بتمثيل نحو 15 فيلما، وقيل إنه شارك في إنتاج بعضها، وقوبلت أعماله بإعجاب الجمهور التركي، واستطاع في فترة قصيرة الحصول على مكانة فنية كبيرة هناك»، ويذكر الكاتب هذا الفيلم قائلاً: «قدم بعت حياتي أمام الممثلة التركية كاميليا وفيه قام بدور مدير بنك ناجح شديد الانضباط ورب عائلة مخلص يتعرض لخدعة من إحدى الحسناوات وصديقها بغرض سرقة أموال من البنك»، ويخلص الكاتب إلى القول: «رغم حصوله على التقدير المعنوى والمادي الكبيرين بتركيا لم يستقر فريد شوقى هناك كثيرا، وقيل إنه شعر بالوحدة هناك، وازدادت بعد توتر علاقته بزوجته الفنانة هدى سلطان التي رفضت الإقامة معه في تركيا وفضلت قَبول دور صغير في فيلم» شئ في صدرى«على مرافقته إلى تركيا حيث يعمل، وقرر بعد فترة من المعاناة النفسية العودة إلى مصر محاولا إنقاذ زواجه الذي بدأ في الانهيار».

## روابط خارجية
- مقالات تستعمل روابط فنية بلا صلة مع ويكي بيانات

https://elcinema.com/work/2009116 بعت حياتي (فيلم)
https://karohat.com/Title/7fddbe53-d89c-44cd-95b8-e1826d2af62f بعت حياتي (فيلم)